# Húsavíkurfjall
Der Húsavíkurfjall ist ein vulkanischer Berg im Nordosten von Island oberhalb der kleinen Stadt Húsavík.

## Lage
Der Berg liegt im Osten von Húsavík, ca. 2 km östlich der Bucht Skjálfandi.

## Geologie
Am Fuße des Húsavíkurfjall liegt eine große Verwerfung mit Richtung NW-SO. Diese Verwerfung, die zu der geologisch aktiven Tjörnes-Bruchzone gehört, ist seit 9 Millionen Jahren aktiv.

## Wandern am Berg
Zwar kann man auch einem Jeeptrack auf den Berg folgen, der im Osten Richtung Reykjaheiði aus Húsavík hinausführt. Reizvoller ist es aber von Norden bzw. Nordwesten auf den Berg zu gehen.
Ein Spaziergang führt am Fuße des Berges zum See Botnsvatn mit seinem Naturschutzgebiet.